# Protostyela heterobranchia
Protostyela heterobranchia is een zakpijpensoort uit de familie van de Styelidae. De wetenschappelijke naam van de soort is voor het eerst geldig gepubliceerd in 1954 door Millar.